# یوسف خان
یوسف خان از خواص هرات بود که در سال ۱۲۹۰ خورشیدی با نام محمدعلی‌شاه در مشهد اعلام استقلال کرد. روس‌ها به این بهانه در ۹ فروردین ۱۲۹۱، مشهد را به توپ بستند و بسیاری از مردم، شهروندان و زائرین کشته شدند. پس از این واقعه یوسف‌خان توسط ایرانیان، زندانی و به مرگ محکوم شد.